# Topi (miasto)
Topi (paszto: ټوپۍ) – miasto w Pakistanie, w prowincji Chajber Pasztunchwa. W 1998 roku liczyło 30 458 mieszkańców.